# 梁萬年

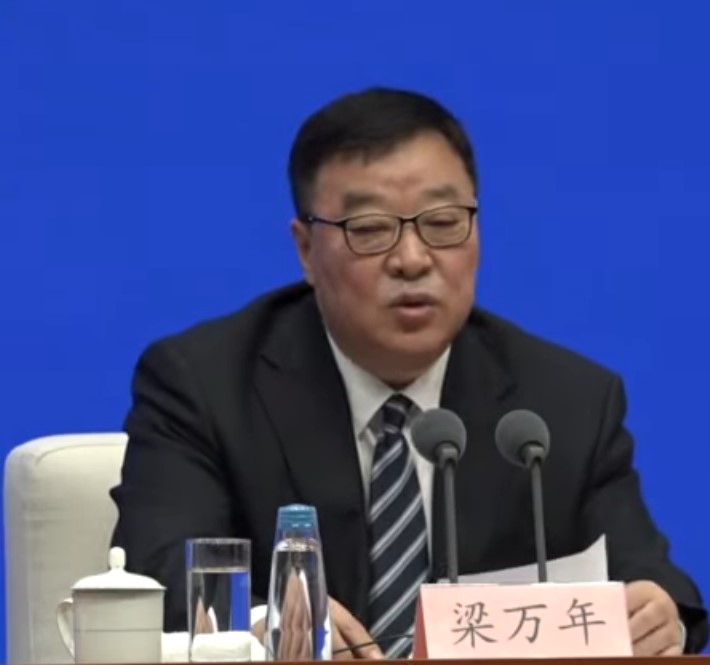
梁万年于2022年4月29日举行的国新办新闻发布会

梁萬年（1961年1月—），安徽人，中华人民共和国衛生系統官員，中国共产党党员，清华大学万科公共卫生与健康学院常务副院长、清华大学万科讲席教授、博士生导师，清华大学健康中国研究院院长。主要从事管理流行病学、卫生管理学、流行病与卫生统计学、社区卫生服务管理、全科医学等领域的研究工作。

## 生平
梁萬年1978年考入安徽医科大学公共卫生专业，1986年獲得該校的流行病学硕士学位并留校任教，1990年出任安徽医科大学卫生管理学院副院长，此後擔任院长。1998年前往伊利諾大學芝加哥分校和多倫多大學擔任访问学者，主要交流预防医学。2000年考入协和医科大学攻读博士学位。2001年擔任首都医科大学副校长。2003年4月出任北京市卫生局副局長。2009年出任中華人民共和國衛生部衛生應急辦公室副主任2018年出任国家卫生健康委体制改革司司长。2020年出任清华大学万科公共卫生与健康学院常务副院长。2019冠狀病毒病中國大陸疫情期間擔任国家卫健委新冠肺炎疫情应对处置工作领导小组专家组组长，主張動態清零，並且表示動態清零並不意味著就是「全域靜態管理」。梁萬年曾於2022年初去到香港應對疫情。
梁萬年還擔任過《中国全科医学》杂志主编、《中华流行病学》杂志常务编委、中华预防医学会社会医学专业委员会北京分会副主任委员、北京预防医学会副会长等其他職務，主编《临床医学研究方法》、《现代医学教育基本方法与技术》、《卫生事业管理学》、《全科医学概论》、《临床流行病学》等多部醫學領域的書籍和教科书。